# Hydroporus gyllenhalii
Hydroporus gyllenhalii là một loài bọ cánh cứng trong họ Bọ nước. Loài này được Schiödte miêu tả khoa học năm 1841.